# Escrime en Suisse
Bien que l'escrime en Suisse soit pratiquée par un petit nombre (bien que croissant) de plus ou moins 4 500 licenciés, cette nation a toujours su s'imposer comme nation forte de l'escrime, particulièrement à l'épée où elle a gagné de nombreuses médailles aux Jeux olympiques et aux championnats du monde, bien qu'elle soit excessivement peu représentée au sabre et au fleuret, armes qui n'ont pas eu un développement fructueux en Suisse, excepté dans le canton de Genève, Vaud et de Lucerne. Depuis une dizaine d'années, le comité de la Fédération suisse d'escrime (FSE) et son directeur sportif Gabriel Nigon, remplacé ensuite par Sophie Lamon, ont entrepris une politique de professionnalisation qui a amené à une professionnalisation quasi totale de la fédération depuis 2008 avec notamment l'engagement de nouveaux entraineurs nationaux de haut niveau, Angelo Mazzoni, Gianni Muzio et Hervé Faget.

## Histoire
Notification de l’existence d’une école d’escrime à Lucerne en 1463, puis à Zurich, Baden, Fribourg et Soleure; vers le milieu du XVIe siècle puis en 1570 publication de livres sur l’escrime. Certains situent le début de l’escrime sportive en Suisse à 1818 : introduction de la maîtrise des armes à la Société de gymnastique de Zurich; le « Hauverein » à Zurich fut le premier véritable lieu d’enseignement de l’escrime mais c’est à Genève que l’on doit considérer la création du premier vrai club d’escrime en 1862. Au Tessin, l’enseignement de l’escrime apparut en 1863. Les premiers tournois eurent lieu dès 1897, principalement en Suisse romande; le premier Championnat Suisse officiel fut organisé en 1921 à Fribourg; la Fédération Suisse d’Escrime fut fondée en 1914 et était composée uniquement de clubs romands. La Suisse organise depuis 1965 un tournoi de Coupe du monde d’épée individuel (senior), un autre de fleuret (senior), ainsi qu’un tournoi d’épée junior masculin. À la Chaux-de-Fonds en 1998 avaient lieu les deuxièmes championnats du monde des seniors organisés par la FSE après ceux en 1987 de Lausanne; également organisés à Lausanne étaient les championnats de monde de juniors en 1981.

## Organisation de l'escrime en Suisse
La Fédération suisse d'escrime (Swiss Fencing) est l'organisme officiel qui gère l'escrime en Suisse. Elle a été créée en 1914.

## Clubs
La fédération suisse d'escrime recense 53 clubs.

## Compétitions
La fédération suisse d'escrime organise chaque année un circuit national dans les catégories minime, cadet, junior, senior et vétéran. À la fin de chaque saison les tireurs les mieux classés sont sélectionnés pour disputer le Swiss fencing challenge. Le Swiss fencing challenge est à ne pas confondre avec les championnats de Suisse. Les championnats suisses, organisés également chaque année par la FSE pour les catégories cadet, junior et senior, équipes et individuel, sont la compétition la plus importante de l'année et comptent double au classement national.

### Championnats de Suisse
Les Championnats de Suisse d'escrime sont organisés depuis 1921.

### Swiss Fencing Challenge
Le Swiss fencing challenge est une compétition organisée par la fédération suisse d'escrime dans laquelle les 32 meilleurs tireurs de chaque catégorie se disputent le Challenge. La première édition a eu lieu les 9 et 10 juin 2012.

### 2012: Zoug

#### Senior
- Hommes :
  -  : Max Heinzer -  SE bâle
  -  : Christian Dousse-  CA Lausanne
  -  : Laurent Hirt -     CA Lausanne
  -  : Valentin Pirek -   SE Genève

- Femmes :
  -  : Angela Krieger  -  FG Luzern
  -  : Gwendolyn Graf  -  FC Bern
  -  : Miriam De Sepibus -AFC Bern
  -  : Anja Straub    -   FC Bern